# Hebe odora
Hebe odora é uma espécie de planta do gênero Hebe.